# Sorex cansulus
Sorex cansulus es una especie de musaraña de la familia soricidae.

## Distribución geográfica
Se encuentra sólo  en Gansu provincia, China.

## Estado de conservación
Está clasificada como una especie en peligro crítico debido a la pérdida del hábitat y un rango restringido.